# François-Xavier Laire
François-Xavier Laire, né le 10 septembre 1738 à Vadans et mort le 6 germinal an IX (27 mars 1801) à Auxerre, est un bibliothécaire et bibliographe français.

## Biographie
Laire a manifesté, dès l’enfance, des dispositions pour les études qui ont déterminé un de ses oncles, curé d’une paroisse voisine, à se charger de son éducation qu’il a complétées au collège de Dôle. Inclinant à la retraite et à la méditation, il est entré dans l’ordre des Minimes, où il avait trouvé ses premiers encouragements et ses premières affections. Dans les diverses bibliothèques de Dôle, il s’est passionné pour la bibliographie.
À la fin de ses études, il a été envoyé chez les Minimes d’Arbois pour professer la philosophie dans leur collège, lorsque l’occasion qui lui a été offerte, en 1774, d’un voyage à Rome. Établi au couvent de la Trinité du Mont, il a fouillé avec ardeur les riches bibliothèques romaines et y a signalé des trésors ignorés. La multiplication de ses relations l’a fait bien accueillir dans les principales bibliothèques italiennes, notamment à Venise, à Florence, à Bologne, à Milan. Il est ainsi parvenu à former un catalogue de 1 500 livres du XVe siècle, restés inconnus à Maittaire et à Debure. Rapidement devenu une autorité à laquelle il fallait recourir dans toutes les entreprises bibliographiques et à laquelle ses nombreux correspondants n’ont jamais recouru en vain.
Au moment de quitter l’Italie, Laire a publié son premier ouvrage : Specimen historicum typographiæ romanæ, XV seculi, opere et studio P. Francisci-Xaver. Laire, sequano-burgundi, in familiâ Minimorum S. T. lectoris, et serenissimi principis de Salm Salm bibliothecarii, Romæ, MDCCLXXVIII, 1 vol. in-8°. Cet ouvrage mit le sceau à sa réputation. Il est divisé en deux parties. La première est une notice historique sur l’imprimerie en général et en particulier sur son introduction et ses progrès en Italie. La seconde partie est le catalogue chronologique et raisonné de 430 éditions sorties des presses de Rome, depuis 1465 jusqu’à la fin du XVe siècle. S’étant attaché, pendant son séjour en Italie, au prince Louis Charles Othon de Salm-Salm, en qualité de bibliothécaire, il a appris, à peine de retour en France que le prince venait d’y mourir, après trois jours de maladie, le laissant ainsi sans emploi et rendu purement et simplement à son point de départ.
La mort du prince de Salm Salm l’ayant obligé à rentrer dans une maison de son ordre, il a choisi celle de Besançon, dans le but sans doute de continuer plus fructueusement ses recherches bibliographiques. Un jour, son supérieur lui a appris que l’abbé Mercier, ancien bibliothécaire de Sainte-Geneviève, ayant été chargé par l’Académie des sciences de faire des recherches sur les livres édités au XVe siècle et sur l’époque de l’établissement de l’imprimerie dans les différentes villes de France, avait commencé par le faire rechercher. Gobet a également sollicité sa participation, en 1780, en faveur d’une publication qu’il se proposait de faire sous le titre de Bibliothèque curieuse des livres imprimés sur vélin, et ses observations ont contribué, à la même époque, à perfectionner l’emploi du vélin dans les imprimeries de Paris. Cette difficulté était assez importante.
En 1782, l’Académie de Besançon l’a admis au nombre de ses membres. Il avait été nommé précédemment membre de l’Académie des Arcadiens à Rome, et de la société Colombaire de Florence. En 1787, devenu bibliothécaire du cardinal Loménie de Brienne, et ce dernier presque en même temps au ministère des Finances, ce dernier a été en mesure de seconder les vues de son bibliothécaire et de favoriser le projet qu’il avait conçu d’aller en Italie acheter les livres rares du XVe siècle, dont il connaissait bien les traces et la valeur. Aussi a-t-il pu partir pour Rome, dès le mois de février 1788, chargé par le roi d’une mission scientifique près des cours d’Italie et travailler de fait à enrichir la bibliothèque de son mécène. À Rome, Laire a obtenu, à la faveur de sa position, un peu de liberté anticipée, avec sa sécularisation. Après avoir acquis en Italie toutes les richesses bibliographiques qu’il avait pu se procurer, il fait de même en Franche-Comté, avant de rejoindre le cardinal à Sens. 
L’avènement de la révolution l'a trouvé occupé à rédiger le catalogue des livres du XVe siècle, qui distinguaient la bibliothèque sont il avait la responsabilité, mais la révolution allait plus vite que ses recherches : les ordres religieux avaient été abolis, et la constitution civile du clergé promulguée. Le cardinal-archevêque de Sens y avait adhéré des premiers, échangeant, cette fois, ses hautes dignités ecclésiastiques contre le titre d’évêque électif du département de l’Yonne, sans que son protégé n’ait eu le temps d’achever son catalogue. Dans le but de vendre la riche collection qui lui avait coûté tant de peine, de soins et d'intelligence, il a fait imprimer et répandre le catalogue édité sous le titre d’Index librorum ab inventâ typographiâ ad annum 1,500, chronologice dispositus, Sens, 1791, 2 vol. in-8°.
Ayant adopté, comme son mécène, les principes de la constitution civile du clergé, il a échangé son poste de bibliothécaire du cardinal-archevêque de Sens contre celui de bibliothécaire de l’École centrale du département de l’Yonne avec un traitement de 800 fr. En six mois de travail, celui-ci a dressé le catalogue des livres da district au moyen de 4 000 cartes analytiques et, dès le 21 novembre 1791, il a été en capacité, en rendant compte de la situation de son travail, de proposer la formation d’une bibliothèque centrale au chef-lieu de chaque département et recommander la conservation des chartes, diplômes, bulles, etc., importants pour l’histoire de France. Peu après, le Conseil Général du département, présidé par Lepeletier de Saint-Fargeau, appréciant les vues élevées de ce projet, l’a invité à préparer un plan général d’organisation des bibliothèques des départements, pour être présenté à l’Assemblée nationale. En même temps, il a été chargé de la rédaction du catalogue de tous les livres appartenant au département de l’Yonne.
Il en a résulté un plan d’organisation des bibliothèques publiques intitulé Nouveau Système bibliographique mis à la portée d’un chacun. Il jouissait à Auxerre d’une modeste aisance, sa vie y était douce et occupée, lorsqu’il a été atteint d’une maladie qui l’a enlevé en peu de temps. Il n’avait fait aucune disposition testamentaire.

## Publications
- (la) Ad abbatem Ugolini Fulginatem epistola autoris libri cui titulus : "Specimen typographiae romanae". [Signé : P. Laire, Vesuntione, calend. august. 1779.] Strasbourg, Mentellii, (s. d.), in-8° , 14 p.
- (la) Specimen historicum typographiae romanae XV. saeculi, opera et studio P. Francisci Xaver. Laire, Rome, V. Monaldini, 1778, xiv-308 p., in-8°, frontisp. gravé, pl.
- Dissertation sur l’origine et les progrès de l’Imprimerie en Franche-Comté, pendant le quinzième siècle, Joseph-François-Xavier Joly, 1785, vi-51-[1] p. ; in-8°.
- (it) Serie dell’edizioni aldine per ordine cronologico ed alfabetico, [Dal P. F. X. Laire.], Pise, L. Rafaelli, 1790, in-12, 288 p.
- (la) Index librorum ab inventa typographia ad annum 1500, chronologice dispositis cum notis historiam typographico-litterariam illustrantibus. Hunc disposuit Franc.-Xav. Laire,... - Catalogue des livres de la bibliothèque de M*** [le cardinal Loménie de Brienne] faisant suite à l'"Index librorum ab inventa typographia ad annum 1500, auct. Fr.-Xav. Laire", par Guillaume de Bure l’aîné, dont la vente se fera le... 12 mars 1792... en l’une des salles de l’hôtel de Bullion, rue J.-J. Rousseau... Tome III apud viduam et filium P.-H. Tarbé lire en ligne sur Gallica
- (la) Ad abbatem Ugolini Fulginatem Epistola autoris libri cui titulus : "Specimen typographiae Romanae". [In fine : Dabam Vesuntione, calend. august. 1779. P. Laire,...] lire en ligne sur Gallica